# Khalil Sehnaoui
Pour les articles homonymes, voir Sehnaoui.
Khalil Sehnaoui est un consultant de sécurité de l'information belge-libanais, spécialisé dans le Moyen-Orient, et le fondateur et directeur associé de Krypton Security, société basée à Beyrouth,. Il est également un membre du Chaos Computer Club (CCC), la plus grande association européenne de pirates informatiques. Il a co-fondé et est un directeur associé de la société de sécurité Krypton Security, qui aide à tester les points forts, les faiblesses et les lacunes éventuelles de sécurité informatique des entreprises.
En 2015, il y a eu une controverse lorsque Sehnaoui a identifié que le warrant canary de Silent Circle avait été retiré de leur site. Sehnaoui a également été en vedette d’une série vidéo de The Guardian sur les risques pour la vie privée et est souvent appelé à commenter sur les dernières nouvelles concernant la sécurité de l'information,. Avant de créer une entreprise de sécurité de l'information, il a tenté d'améliorer la représentation des patients dans l'industrie libanaise d’assurance.
À partir de janvier 2016, il y avait des rapports que l'État islamique avait prétendument construit une nouvelle application Android appelée Alrawi pour l'échange de messages chiffrés, d’après les réclamations du groupe anti-terroriste Ghost Security Group (GSG) sur internet. La réclamation a été rapidement reprise par Newsweek, Fortune et TechCrunch, entre autres,. Sehnaoui a été l'un des spécialistes de la sécurité qui a aidé à discréditer le mythe de cet outil, montrant que ce n'était qu'une « mauvaise maquette des médias pour essayer d'attirer l'attention».
Dans un rapport sur internet publié le 6 avril 2016, Sehnaoui a été classé parmi les 100 principaux influenceurs de la sécurité de l'information.
Sehnaoui est souvent appelé à faire des commentaires sur les questions de sécurité de l'information,,,,,,,,,,.

## Présence Médias et Télévision

### Médias
Sehnaoui a été en vedette dans la série vidéo "The Power of Privacy" par The Guardian en 2015.
En mai 2017, Sehnaoui est devenu viral sur Twitter et Internet après avoir twitté s’être vengé de clients bruyants et grossiers dans un café. Les clients étaient bruyants et désagréables pour les serveurs et avaient une conversation de très haut volume sur leur nouveau nom commercial. Comme mesure de rétorsion, Sehnaoui a enregistré le nom de domaine et a twitté ce qui s’était passé. Selon Mashable, « les utilisateurs de Twitter ont loué Sehnaoui pour son acte de sauvagerie numérique.»

### Télévision
Sehnaoui a également été en vedette sur National Geographic en 2017 dans la série Breakthrough, produite par Ron Howard et Brian Grazer, saison 2, épisode 2, Cyber-Terror. Cet épisode a offert « Un regard exclusif dans le monde sombre des pirates informatiques, où le bon bataille le mal avec la sécurité du monde en jeu. Cet épisode suit les hackers white-hat Jayson Street, Darren Kitchen et Khalil Sehnaoui, spécialistes de la sécurité qui combinent le codage intelligent avec « l'ingénierie sociale », style « Mission: Impossible ». »,

## Jeunesse et Éducation
Sehnaoui est né à Beyrouth, de parents Marwan Sehnaoui et Mouna Bassili Sehnaoui, le 23 mai 1975 et a grandi entre Paris et Beyrouth, au Liban. Son père est le président de l'Ordre de Malte Liban et sa mère est une peintre du Moyen-Orient.
Il a fréquenté le Collège Stanislas à Paris ainsi que Collège Louise Wegman à Beyrouth, après quoi il a obtenu un baccalauréat en gestion de l'Université Saint Joseph à Beyrouth ainsi qu'un master en économie.